# Wilhelm Emmanuel von Ketteler
Wilhelm Emmanuel friherre von Ketteler (født 25. december 1811 i Münster, død 13. juli 1877 i Burghausen, Altötting) var katolsk biskop af Mainz og tysk politiker; han tilhørte grundlæggerne af det katolske midterparti.
Han tilhørte en westfalisk uradelsslægt, og studerede først jura ved Georg-August-Universität i Göttingen. Som færdiguddannet jurist trådte han først ind i statstjenesten, men hans tro og overbevisning fik ham til at begynde at studere teologi i München, hvor han blev præsteviet 1. juni 1844. 15. marts 1850 blev han udnævnt til biskop af Mainz, og konsekreret af Freiburgs ærkebiskop Hermann von Vicari den 27. juli.
Han var medlem af nationalforsamlingen i Frankfurt i 1848/1849 og blev 1871/1872 medlem af den tyske Rigsdag. Sammen med Ludwig Windthorst grundlagde han det katolske midterparti som modvægt mod de protestantiske partier og særligt Otto von Bismarck.
Kirkepolitisk gik han ind for kirkens autonomi og var erklæret modstander af en statskirke, noget som gjorde ham til en af Bismarcks største opponenter på katolsk side under kulturkampen.